# Série entière
Pour les articles homonymes, voir Entier.
En mathématiques et particulièrement en analyse, une série entière est une série de fonctions de la forme
{\displaystyle \sum a_{n}z^{n}}
où les coefficients an forment une suite réelle ou complexe et où {\displaystyle z} est une variable qui désigne un nombre complexe quelconque. Une explication de l'utilisation de l'adjectif « entière » est qu'« au XVIIe siècle, on appelle fonctions entières des fonctions définies sur tout le plan complexe. On parle de séries entières lorsqu'elles s'expriment sous forme de séries en anxn. Par extension, ce nom s'est généralisé pour les séries entières de rayon de convergence fini ».
Les séries entières possèdent des propriétés de convergence remarquables, qui s'expriment pour la plupart à l'aide de son rayon de convergence R, grandeur associée à la série. Sur le disque de convergence (disque ouvert de centre 0 et de rayon R), la fonction somme de la série peut être dérivée indéfiniment terme à terme.
Réciproquement, certaines fonctions indéfiniment dérivables peuvent être écrites au voisinage d'un de leurs points c comme somme d'une série entière de la variable z – c : celle-ci est alors leur série de Taylor. On parle dans ce cas de fonctions développables en série entière au point c. Lorsqu'une fonction est développable en série entière en tout point d'un ouvert, elle est dite analytique sur cet ouvert.
Les séries entières apparaissent en analyse, mais aussi en combinatoire en tant que fonctions génératrices et se généralisent dans la notion de série formelle. 

## Définitions
Dans ce qui suit, la variable z est réelle ou complexe.

### Série entière
Une série entière de variable z est une série de terme général anzn, où n est un entier naturel, et {\displaystyle (a_{n})_{n\in \mathbb {N} }} est une suite de nombres réels ou complexes. L'usage veut que l'on adopte la notation {\displaystyle \sum a_{n}z^{n}} ou {\displaystyle \sum _{n}a_{n}z^{n}} pour parler d'une série entière, tandis que l'on écrira {\displaystyle \sum _{n=0}^{+\infty }a_{n}z^{n}} pour son éventuelle somme, en cas de convergence, pour un z donné. L'expression « série entière » pourrait provenir d'une abréviation de « série de puissances entières positives », ou du développement en série de Taylor des fonctions entières. 

### Rayon de convergence
Une bonne partie des propriétés de convergence d'une série entière peuvent être exprimées à l'aide de la quantité suivante, appelée rayon de convergence de la série
{\displaystyle R=\sup \left\{|z|~\left|~z\in \mathbb {C} ,\sum a_{n}z^{n}{\text{ converge}}\right.\right\}\in \,\mathbb {R} ^{+}\cup \{+\infty \}}.
Ces propriétés se fondent sur le lemme suivant, dû à Abel (à ne pas confondre avec le théorème d'Abel, lequel est utilisé pour démontrer la continuité de la somme de la série à la frontière du disque de convergence). 
Lemme d'Abel — Soit un réel {\displaystyle r_{0}>0}. Si la suite de terme général {\displaystyle |a_{n}|r_{0}^{n}} est bornée, alors la série {\displaystyle \sum a_{n}\,z^{n}} converge absolument pour {\displaystyle |z|<r_{0}}.
Dès lors, il est possible de préciser le mode de convergence de cette série de fonctions :
- la série entière converge normalement sur tout compact du disque ouvert de centre 0 et de rayon R qui est appelé disque ouvert de convergence ;
- la série entière diverge grossièrement (c'est-à-dire que le terme général ne converge pas vers 0) pour tout complexe z de module strictement supérieur au rayon R.

Dans le cas où la variable z est réelle, on parle encore de disque ouvert de convergence, bien que cela désigne un intervalle de la droite réelle (]–R, R[).
Lorsque le rayon est infini, le disque ouvert de convergence est le plan complexe (ou la droite réelle). En revanche, il n'y a a priori convergence normale que sur les disques fermés de rayon fini. Un rayon nul signifie qu'il y a divergence en tout point autre que z = 0, comme c'est le cas par exemple pour la série {\displaystyle \sum {n!\,z^{n}}}.
Ces propriétés ne règlent pas toutes les questions de convergence. Notamment, aux points de module R, il peut y avoir convergence ou non, et convergence avec ou sans convergence absolue. Par exemple, les séries entières {\displaystyle \sum _{n\geq 1}{\frac {1}{n^{2}}}\,z^{n}}, {\displaystyle \sum _{n\geq 1}{\frac {1}{n}}\,z^{n}} et {\displaystyle \sum z^{n}} ont pour rayon de convergence 1, la série entière {\displaystyle \sum _{n\geq 1}{\frac {1}{n^{2}}}\,z^{n}} converge absolument en tout point de module 1, alors que {\displaystyle \sum _{n\geq 1}{\frac {1}{n}}\,z^{n}} ne converge absolument en aucun point de module 1 mais converge en tout point autre que 1, et la série entière {\displaystyle \sum z^{n}} ne converge en aucun point de module 1.

#### Calcul du rayon de convergence
La formule de Cauchy-Hadamard donne l'expression du rayon de convergence en termes de limite supérieure :
{\displaystyle {\frac {1}{R}}=\limsup _{n\to \infty }\left(|a_{n}|^{1/n}\right)}.
Cette formule découle de l'application de la règle de Cauchy.
Dans la pratique, si les an sont non nuls à partir d'un certain rang, il est parfois possible d'appliquer la règle de d'Alembert :
Si {\displaystyle \lim _{n\to +\infty }\left|{\frac {a_{n+1}}{a_{n}}}\right|=L} (limite éventuellement infinie), alors le rayon de convergence est égal à 1/L.
Par exemple, la série entière {\displaystyle \sum _{n}2^{n}\,z^{n}} admet un rayon de convergence égal à 1/2. 
Mais il est souvent plus efficace d'employer les propriétés de convergence pour donner d'autres caractérisations du rayon de convergence. Par exemple :
{\displaystyle R=\sup \left\{r\in \mathbb {R} _{+}~\left|~a_{n}r^{n}\to 0\right.\right\}=\sup \left\{r\in \mathbb {R} _{+}~\left|~(a_{n}r^{n}){\text{ est bornée}}\right.\right\}}.

### Fonction somme
Si {\displaystyle {(a_{n})}_{n\in \mathbb {N} }} est une suite complexe telle que la série entière {\displaystyle \sum a_{n}z^{n}} admet un rayon de convergence R strictement positif, on peut alors définir sa fonction somme, en tout point de convergence, par
{\displaystyle f(z)=\sum _{n=0}^{+{\infty }}a_{n}z^{n}}
Cette fonction est notamment définie sur le disque ouvert de convergence D(0, R).
Il existe une grande variété de comportements possibles pour la série et la fonction somme au bord du domaine de définition. Notamment, la divergence de la série en un point de module R n'est pas incompatible avec l'existence d'une limite en R pour la fonction. Ainsi par somme d'une série géométrique,
{\displaystyle \forall x\in \left]-1,1\right[\qquad {\frac {1}{1+x^{2}}}=\sum _{n=0}^{+\infty }(-1)^{n}x^{2n}.}
La fonction se prolonge par continuité en –1 et 1, qui sont pourtant des valeurs pour lesquelles la série diverge.

### Exemples
Une fonction polynomiale réelle ou complexe est une série entière de rayon de convergence infini.
La série géométrique {\displaystyle \sum {z^{n}}} a pour rayon de convergence 1 et sa fonction somme vaut 1/1 – z sur le disque ouvert D(0 ; 1).
La série entière {\displaystyle \sum {\frac {z^{n}}{n!}}} a un rayon de convergence infini. Sa fonction somme, définie dans tout le plan complexe, est appelée fonction exponentielle complexe. C'est à partir d'elle que sont analytiquement définies les fonctions sinus et cosinus.
La série entière {\displaystyle \sum _{n\geq 1}{\frac {(-1)^{n+1}z^{n}}{n}}} a un rayon de convergence égal à 1. Elle constitue une détermination du logarithme complexe de 1 + z, donc fournit une réciproque d'une restriction de l'exponentielle complexe.

## Opérations sur les séries entières
Les propriétés qui suivent seront énoncées pour deux séries entières {\displaystyle \sum a_{n}z^{n}} et {\displaystyle \sum b_{n}z^{n}}, de rayons de convergence respectifs R et R', et dont les fonctions somme s'écrivent
{\displaystyle f(z)=\sum _{n=0}^{+\infty }a_{n}z^{n},\qquad g(z)=\sum _{n=0}^{+\infty }b_{n}z^{n}}.

### Somme et produit
La somme des séries entières f et g est une série entière. Si R et R' sont distincts, son rayon est le minimum de R et R'. S'ils sont égaux, elle a un rayon supérieur ou égal à cette valeur commune. La somme est alors 
{\displaystyle \left(\sum _{n=0}^{+\infty }a_{n}z^{n}\right)+\left(\sum _{n=0}^{+\infty }b_{n}z^{n}\right)=\sum _{n=0}^{+\infty }(a_{n}+b_{n})z^{n}.}
On peut former le produit des deux séries entières, en utilisant les propriétés du produit de Cauchy des séries à termes complexes. Ainsi la série produit se calcule par la formule
{\displaystyle \left(\sum _{n=0}^{+\infty }a_{n}z^{n}\right)\left(\sum _{n=0}^{+\infty }b_{n}z^{n}\right)=\sum _{n=0}^{+\infty }\left(\sum _{k=0}^{n}a_{k}b_{n-k}\right)z^{n}.}
Elle admet un rayon de convergence supérieur ou égal au minimum des deux rayons.

### Substitution
Sous certaines conditions, il est possible d'effectuer la substitution d'une série entière dans une autre, ce qui conduit à composer les fonctions sommes. 
La composition est possible si les rayons de convergence des deux séries sont non nuls, et si le coefficient a0 = f(0) est nul. La série obtenue par substitution est de rayon strictement positif. Sur un disque suffisamment petit inclus dans le disque de convergence, la somme de la série est la composée {\displaystyle g\circ f}.
La substitution peut notamment être utilisée pour le calcul, quand il est possible, d'inverse d'une série entière, puis du quotient de deux séries entières.

### Dérivation
La série {\displaystyle \sum a_{n+1}\,(n+1)\,z^{n}} est appelée série dérivée de la série {\displaystyle \sum a_{n}z^{n}}. Une série admet le même rayon de convergence que sa dérivée, et si ce rayon commun est strictement positif, il est possible de dériver terme à terme la série dans le disque de convergence
{\displaystyle \forall z,|z|<R,\qquad f'(z)=\sum _{n=0}^{+\infty }a_{n+1}\,(n+1)\,z^{n}}.
Pour une série entière de la variable réelle, la fonction somme associée est donc dérivable sur ]–R, R[, et même de classe {\displaystyle \mathrm {C} ^{\infty }}, puisqu'il est possible d'effectuer p dérivations successives terme à terme, toutes les séries dérivées successives ayant même rayon de convergence.
Pour une série de la variable complexe, la dérivée est à prendre au sens complexe également, c'est-à-dire que la fonction somme est holomorphe dans le disque de convergence.

## Fonction développable en série entière
Une fonction f de la variable réelle ou complexe, définie au voisinage d'un point c, est dite développable en série entière au voisinage de c s'il existe une série entière {\displaystyle \sum a_{n}z^{n}} de rayon R strictement positif telle que 
{\displaystyle \forall z\in D(c,R)\qquad f(z)=\sum _{n=0}^{+{\infty }}a_{n}(z-c)^{n}}.

### Au sujet de l'existence et de l'unicité du développement
Une fonction f développable en série entière est nécessairement de classe {\displaystyle \mathrm {C} ^{\infty }} au voisinage de c (voir supra) et le coefficient d'indice n du développement est donné par la formule
{\displaystyle \forall n\in \mathbb {N} \quad a_{n}={f^{(n)}(c) \over {n!}}}.
Ceci montre que si le développement en série entière existe, il est unique, et donné par la série de Taylor de la fonction au point c.
La réciproque est cependant fausse : il ne suffit pas qu'une fonction de variable réelle soit {\displaystyle \mathrm {C} ^{\infty }} pour qu'elle soit développable en série entière :
- On peut donner comme contre-exemple la fonction définie sur la droite réelle par {\displaystyle f(x)={\rm {e}}^{-1/x^{2}}}, prolongée par continuité par f(0) = 0.
En effet, cette fonction est dérivable à tout ordre en 0, de dérivée valant 0 à l'origine. Sa série de Taylor en 0 est la série nulle. Elle admet un rayon de convergence infini, mais n'a pour somme f(x) en aucun point autre que 0.
- Il existe même des fonctions de classe {\displaystyle \mathrm {C} ^{\infty }} dont le rayon de convergence de la série de Taylor est nul. Citons la fonction

{\displaystyle f:x\mapsto \sum \limits _{n=0}^{+\infty }\operatorname {e} ^{-n}\operatorname {e} ^{\mathrm {i} n^{2}x}}, de dérivée k-ième {\displaystyle f^{(k)}:x\mapsto \mathrm {i} ^{k}\sum \limits _{n=0}^{+\infty }n^{2k}\operatorname {e} ^{-n}\operatorname {e} ^{\mathrm {i} n^{2}x}}.
Sa série de Taylor est
{\displaystyle \sum {\frac {\mathrm {i} ^{k}}{k!}}\left(\sum \limits _{n=0}^{+\infty }n^{2k}\operatorname {e} ^{-n}\right)x^{k}}
et le critère de d’Alembert prouve que son rayon de convergence est nul.

### Développements usuels en séries entières
Ces développements usuels sont souvent très utiles dans le calcul d'intégrales. Citons par exemple :
{\displaystyle \forall x\in \mathbb {C} \qquad {\rm {e}}^{x}=\sum _{n=0}^{+\infty }{\frac {x^{n}}{n!}},}
{\displaystyle \forall x\in D(0,1)\qquad {1 \over {1-x}}=\sum _{n=0}^{+\infty }x^{n}.}

### Fonctions analytiques
Une fonction de la variable réelle ou complexe, définie sur un ouvert U, est dite analytique sur U lorsqu'elle admet un développement en série entière au voisinage de tout point de U. Une telle fonction est indéfiniment dérivable sur U (holomorphe s'il s'agit d'une fonction de la variable complexe).
En analyse complexe, on démontre que toute fonction holomorphe sur un ouvert U de {\displaystyle \mathbb {C} } est analytique. Au contraire, en analyse réelle, il existe de nombreuses fonctions {\displaystyle \mathrm {C} ^{\infty }} non analytiques (voir supra).
La fonction somme f d'une série entière de rayon de convergence R strictement positif est elle-même analytique sur son disque ouvert de convergence D(0, R). Cela signifie qu'on peut changer d'origine pour le développement en série entière : précisément, si z0 est un complexe de module strictement inférieur à R, alors f est développable en série entière sur le disque de centre z0 et de rayon R – |z0|.
Les fonctions analytiques jouissent de propriétés remarquables. Selon le « principe des zéros isolés », les points d'annulation d'une telle fonction sont des points isolés. Le « principe du prolongement analytique » indique que, si deux fonctions analytiques sont définies sur un ouvert connexe U et coïncident sur une partie A incluse dans U présentant au moins un point d'accumulation, alors elles coïncident sur U.

## Comportement au bord du domaine de convergence

### Cas possibles
Dans le cas d'un rayon de convergence fini R > 0, le comportement de la série entière pour les complexes z tels que |z| = R peut suivre différents schémas parmi lesquels :
- absolue convergence sur l'ensemble du cercle de convergence comme[5] {\displaystyle \sum _{n\in \mathbb {N} ^{*}}{\frac {z^{n}}{n^{2}}}} ;
- semi-convergence en certaines valeurs et divergence en d'autres comme[5] {\displaystyle \sum _{n\in \mathbb {N} ^{*}}{\frac {z^{n}}{n}}} (divergence en 1, semi-convergence en -1) ;
- divergence sur l'ensemble du cercle de convergence comme[5] {\displaystyle \sum _{n\in \mathbb {N} }z^{n}} ;
- semi-convergence sur l'ensemble du cercle de convergence comme[6] {\displaystyle \sum _{n\in \mathbb {N} ^{*}}{\frac {(-1)^{{\mathtt {E}}({\sqrt {n}})}}{n}}z^{n}} où {\displaystyle {\mathtt {E}}} désigne la partie entière.

### Théorème de convergence uniforme d'Abel
Le théorème d'Abel donne une propriété de continuité partielle de la fonction somme lorsqu'il y a convergence de la série entière en un point de son cercle de convergence.
Précisément, soit {\displaystyle \sum a_{n}z^{n}} une série entière de rayon de convergence R strictement positif fini. On suppose qu'en un point z0 de module R, la série est convergente. On considère un triangle T ayant pour sommets z0 d'une part et deux points de module strictement inférieur à R d'autre part. Alors la série converge uniformément sur T.
Notamment, il y a convergence uniforme sur le segment [0,z0]. Ce cas particulier est appelé théorème d'Abel radial.

### Points singuliers et réguliers
Soit {\displaystyle \sum a_{n}z^{n}} une série entière de rayon de convergence R strictement positif fini, et f la fonction somme. Un point z0 de module R est dit régulier s'il existe un disque ouvert D centré en ce point tel que f se prolonge en une fonction analytique à {\displaystyle D\cup D(0,R)}. Dans le cas contraire, le point est dit singulier.
Parmi les complexes de module R, il existe toujours un point singulier.

### Le théorème des lacunes
Soit (λk)k ≥ 1 une suite d'entiers naturels strictement croissante, et ak des nombres complexes tels que la série entière {\displaystyle \sum _{k=1}^{\infty }a_{k}z^{\lambda _{k}}} ait un rayon de convergence fini non nul. Le théorème des lacunes dû à Ostrowski et Hadamard affirme alors que si la limite inférieure des λk+1/λk est strictement supérieure à 1 (autrement dit : s'il existe une constante δ > 0 telle qu'à partir d'un certain rang, λk+1/λk > 1 + δ), alors la série ne peut être prolongée analytiquement au-delà de son disque de convergence. Ceci n'exclut pas qu'elle puisse être normalement convergente, ainsi que ses séries dérivées, sur tout le disque fermé.